# Get Your Number
"Get Your Number" é uma canção gravada pela artista musical estadunidense Mariah Carey, contida em seu décimo álbum de estúdio, The Emancipation of Mimi (2005). Foi escrito por Carey, Jermaine Dupri, Johntá Austin e Bryan-Michael Cox, e produzido por LRoc e pelos dois primeiros. Foi lançado como o terceiro single internacional do The Emancipation of Mimi. A música é construída em torno de uma amostra de "Just an Illusion" (1982) da banda britânica Imagination. Devido à inclusão da amostra, vários outros escritores são creditados como compositores. Liricamente, a música retrata a protagonista pedindo persistentemente o número de telefone de um indivíduo em uma boate.
A música recebeu críticas mistas de críticos de música no momento de seu lançamento, com muitos elogiando e criticando a inclusão da amostra, bem como a produção e o conteúdo lírico da música. "Get Your Number" foi lançado como o terceiro single em toda a Europa, onde alcançou o top 10 na Finlândia, Países Baixos e Reino Unido, onde foi vendido como um Lado A duplo junto com "Shake It Off". Da mesma forma, a música foi lançada na Australásia no início de 2006, como o quinto single do álbum, e chegou ao top vinte na Austrália e ao número trinta e quatro na Nova Zelândia.
O videoclipe do single foi dirigido por Jake Nava, que também dirigiu o vídeo de Carey para "Shake It Off". Foi filmado em Los Angeles nos dias 1 e 2 de setembro de 2005 e apresenta Jermaine Dupri como artista secundária do vídeo, enquanto Michael Ealy interpreta o interesse amoroso de Carey na boate. A configuração principal é uma boate onde Carey passa seu número de telefone para um homem, um dígito de cada vez. Carey é exibida em vários locais usando, entre outras roupas, um vestido de látex amarelo. Dupri faz uma aparição como um homem recebendo o número de três meninas na boate.

## Composição
"Get Your Number" é uma música de tempo médio, com duração de três minutos e quinze segundos, enquanto possui influências dos gêneros pop e R&B. Escrito por Carey, Jermaine Dupri e Johntá Austin, e produzido pelo dois primeiros e LRoc, o gancho da música é construída em torno de uma amostra de "Just an Illusion" (1982) da banda britânica Imagination, e sua produção deriva a partir de "Sintetizadores do estilo dos anos 80" e vários instrumentos musicais computadorizados. Devido à sua amostragem, escritores adicionais como John Phillips, Steve Jolley, Tony Swain, Ashley Ingram e Leee John são creditados como compositores. Em "Get Your Number", Dupri executa várias improvisações e canta parte do refrão, ganhando um lugar como artista de destaque na faixa. De acordo com as partituras publicadas no Musicnotes.com pela Alfred Music Publishing, a música é definida em tempo comum, com um ritmo moderado de 126 batidas por minuto.
A música é composta na clave de Fá menor, com alcance vocal de Carey que vai da nota baixa de B3 até a nota alta de A5. Além de versos de Dupri, tem a participação do cantor fundo de longa data de Carey, Trey Lorenz, que obtém os créditos por fornecer vocais de fundo na canção. Liricamente, a música é escrita em uma perspectiva feminina, onde ela pede ao homem seu número em uma boate. Em uma entrevista à MTV News, Carey brincou com a letra, alegando que Dupri "realmente queria que fosse da garota, como 'posso pegar seu número' para o cara. Mas com toda a honestidade isso nunca seria eu!". Além de seus vocais de assinatura, Carey adota um rap ofegante para partes da música, que dizia "Moro numa linda cobertura com uma enorme banheira / Podemos assistir a tela plana / Enquanto ela enche a banheira de bolhas". De acordo com Jozen Cummings, do PopMatters, a letra e o interruptor vocal de Carey tornam a música "divertida e cômica".

## Reação crítica
"Get Your Number" recebeu críticas mistas de críticos de música, com muitos elogiando a inclusão da música do gancho "Just an Illusion", no entanto, atraiu críticas em algumas de suas letras e nos versos de Dupri. A editora do The Guardian, Caroline Sullivan elegeu "Stay the Night" e "Get Your Number" como "as primeiras músicas de Mariah Carey em anos que eu não precisaria pagar para ouvir novamente". Barry Walters, da Rolling Stone, elogiou sua performance vocal, escrevendo "A voz elaborada de Carey encontra um meio agradável", porém criticando a produção da música. Jozen Cummings, do PopMatters, chamou os versos de Dupri  e a produção da música como "irritante". Todd Burns, da Stylus Magazine, chamou o dueto de "desaconselhado" e escreveu: "Carey faz tudo ao seu alcance para salvar as maquinações de Jermaine Dupri. Ela mal sai, apesar de todas as tentativas de Dupri de soar como Lil Jon e Pharrell ao longo do caminho". O editor Sal Cinquemani, escrevendo para a Slant Magazine, chamou "Get Your Number" como "hino de verão em produção", enquanto Michael Paoletta, da Billboard, descreveu como "saltitante e bobo". Jim Abbott, do Orlando Sentinel, descreveu a faixa como um "número de dança sexy e furtivo", enquanto um escritor de Newsweek afirmou que era uma música que "funcionou".

## Desempenho comercial
"Get Your Number" foi lançado em toda a Europa e Ásia como o terceiro single do The Emancipation of Mimi no final de 2005 e como o quinto single na Australásia no início de 2006. No Reino Unido, foi lançado como um Lado A duplo junto com "shake It Off", o terceiro single lançado nos Estados Unidos, ao mesmo tempo. Na Austrália, "Get Your Number" entrou na parada de singles no número dezenove durante a semana de 12 de março de 2006. Passando dez semanas flutuando na parada, saiu em 14 de maio de 2006. No Ö3 Austria Top 40, chegou ao número quarenta e um, embora tenha passado onze semanas dentro das paradas austríacas. Nos territórios flamengo e valoniano da Bélgica, "Get Your Number" alcançou o número vinte e cinco e dezoito, enquanto passou quatorze e treze semanas nas paradas, respectivamente. A música estreou no número cinco da Lista Oficial da Finlândia em 12 de outubro de 2005. Na semana seguinte, subiu duas posições atingindo o pico de número três, antes de sair da parada duas semanas depois. No top 40 holandês, estreou no número dez em 15 de novembro de 2005 e passou um total de doze semanas na lista dos 40 melhores. Na Nova Zelândia e na Suécia, "Get Your Number" registrou posições relativamente baixas, situando-se nos números trinta e quatro e quarenta e nove, por apenas duas e três semanas. Na Suíça, a música entrou no Swiss Singles Chart na posição máxima de número quatorze, enquanto permaneceu 21 semanas no chart até sair em 9 de abril de 2005. No UK Singles Chart, a música estreou no número nove durante na semana de 15 de outubro de 2005. Passando para o número dez na semana seguinte, durando um total de oito semanas na parada de singles até definitivamente sair.

## Vídeo musical
O videoclipe do single foi dirigido por Jake Nava, que também dirigiu o vídeo de Carey para "Shake It Off". Foi filmado em Los Angeles nos dias 1, 2, 12 e 13 de setembro de 2005 e apresenta Jermaine Dupri como artista secundário do vídeo, enquanto Michael Ealy interpreta o interesse amoroso de Carey na boate. A filmagem original estava programada para terminar em 2 de setembro, mas as filmagens de várias cenas de Carey no segundo dia foram atrasadas por vários dias devido ao fato de ela estar doente.
A configuração principal é uma boate onde Carey passa seu número de telefone para um homem, um dígito de cada vez. Carey é mostrada em vários locais diferentes usando, entre outras roupas, um vestido de látex amarelo. Dupri faz uma aparição como um homem recebendo o número de três meninas na boate. O vídeo começa com fotos de Carey como a estrela da boate, usando um top amarelo de látex e um colar de ouro. Enquanto a música toca, Carey é vista em vários adereços grandes, o primeiro dos quais é um grande telefone vermelho. Enquanto Dupri examina a boate em busca de mulheres, Carey com um conjunto diferente passa o número '5' para Ealy em um cartão, enquanto faz contato visual com ele.
À medida que outras cenas de Carey usando  o top de látex e um grande acessório de pedra vermelha são intercaladas, a cena do clube se altera para uma mesa de pôquer, onde Ealy revela três números de seu cartão, '556', completando quatro dos sete dígitos do número de telefone de Carey. Na cena seguinte, Carey está sentada em um grande sofá rosa em uma sala vazia da boate, ostentando apenas paletó e estiletes de homem branco. Quando a música chega à ponte, Carey é mostrada de volta na sala principal da boate, dançando, enquanto ela deixa um número '4' em uma mesa próxima para o homem encontrar. Enquanto Carey aparece mais uma vez com um vestido amarelo de látex, ela caminha por um pequeno corredor, colocando outro cartão com o número '4' no bolso do casaco de Ealy, antes de invadir a boate por vários seguidores. Quando o vídeo termina, o número '555-6464' é mostrado deitado em uma mesa pequena, enquanto Carey se senta no grande sofá rosa e Ealy é visto do outro lado olhando para ela. O vídeo termina com Ealy se aproximando lentamente de Carey no grande sofá, enquanto ela pisca e sorri para a câmera.

## Formatos e lista de faixas
CD single europeu
1. "Get Your Number"
2. "Shake It Off" (Remix com Jay Z e Young Jeezy)

CD maxi-single europeu
1. "Get Your Number"
2. "We Belong Together" (Atlantic Soul Radio Edit)

CD single britânico
1. "Get Your Number"
2. "Shake It Off"

Maxi-single australiano/europeu
1. "Get Your Number"
2. "We Belong Together" (Atlantic Soul Radio Edit)
3. "Secret Love"
4. "Get Your Number" (Vídeo)

CD maxi-single britânico
1. "Get Your Number"
2. "Shake It Off"
3. "Secret Love"

## Créditos e equipe
Créditos adaptados das notas principais do álbum The Emancipation of Mimi.
- Mariah Carey – compositora, produtora, vocal
- Jermaine Dupri – compositor, produtor, vocal
- Johntá Austin – compositor
- Ashley Ingram – compositor
- John Phillips – compositor
- Steve Jolley – compositor
- Tony Swain – compositor
- Phil Tan – mixagem de áudio
- Herb Power – masterização
- Brian Frye – engenharia de áudio
- John Horesco – engenharia
- Trey Lorenz – vocais de fundo

## Desempenho nas paradas musicais
| Tabela musical (2005–06)                    | Melhor posição |
| ------------------------------------------- | -------------- |
| Alemanha (Official German Charts)           | 27             |
| Austrália (ARIA)                            | 19             |
| Áustria (Ö3 Austria Top 75)                 | 41             |
| Bélgica (Ultratop 50 de Flandres)           | 25             |
| Bélgica (Ultratop 50 da Valônia)            | 18             |
| Escócia (Scottish Singles Chart)            | 24             |
| Europa (Billboard European Hot 100 Singles) | 31             |
| Finlândia (Suomen virallinen lista)         | 3              |
| Grécia (IFPI)                               | 21             |
| Hungria (Rádiós Top 40)                     | 34             |
| Irlanda (IRMA)                              | 15             |
| Itália (FIMI)                               | 22             |
| Nova Zelândia (Recorded Music NZ)           | 34             |
| Países Baixos (Dutch Top 40)                | 7              |
| Países Baixos (Single Top 100)              | 10             |
| Reino Unido (UK Singles Chart)              | 9              |
| Reino Unido (OCC UK R&B)                    | 2              |
| Suécia (Sverigetopplistan)                  | 49             |
| Suíça (Schweizer Hitparade)                 | 14             |

| Tabela musical (2002)                 | Melhor posição |
| ------------------------------------- | -------------- |
| Países Baixos (Dutch Top 40)          | 102            |
| Países Baixos (Single Top 100)        | 77             |
| Reino Unido (Official Charts Company) | 117            |